# Oligocottus
Oligocottus ist eine Fischgattung aus der Familie der Dickkopf-Groppen (Psychrolutidae). Die Arten der Gattung kommen küstennah im nördlichen Pazifik vom Ochotskischen Meer über das Beringmeer, die Aleuten, die Küste Alaskas, Kanadas, und der USA bis zum nördlichen Baja California (Mexiko) vor. Sie leben üblicherweise in sehr flachen Wasser, oft auch in Gezeitentümpeln.

## Merkmale
Oligocottus-Arten sind großköpfige Fische mit kleinem Maul und erreichen eine Länge von 6,5 bis 10 cm. Mit Ausnahme von Oligocottus rimensis, der winzige Schuppen hat, sind sie schuppenlos. Der obere Stachel des Vorkiemendeckels ist kurz und hat eine oder mehrere Spitzen. Der Anus liegt normalerweise unmittelbar vor dem Beginn der Afterflosse.
Flossenformel: Dorsale VII–X/16–20, Anale 0/12–15, Ventrale 3. Die Schwanzflosse ist abgerundet.

## Arten
- Oligocottus latifrons (Gilbert & Thompson, 1905)
- Oligocottus maculosus Girard, 1856
- Oligocottus rimensis (Greeley, 1899)
- Oligocottus rubellio (Greeley, 1899)
- Oligocottus snyderi Greeley, 1898